# Geitlandshraun

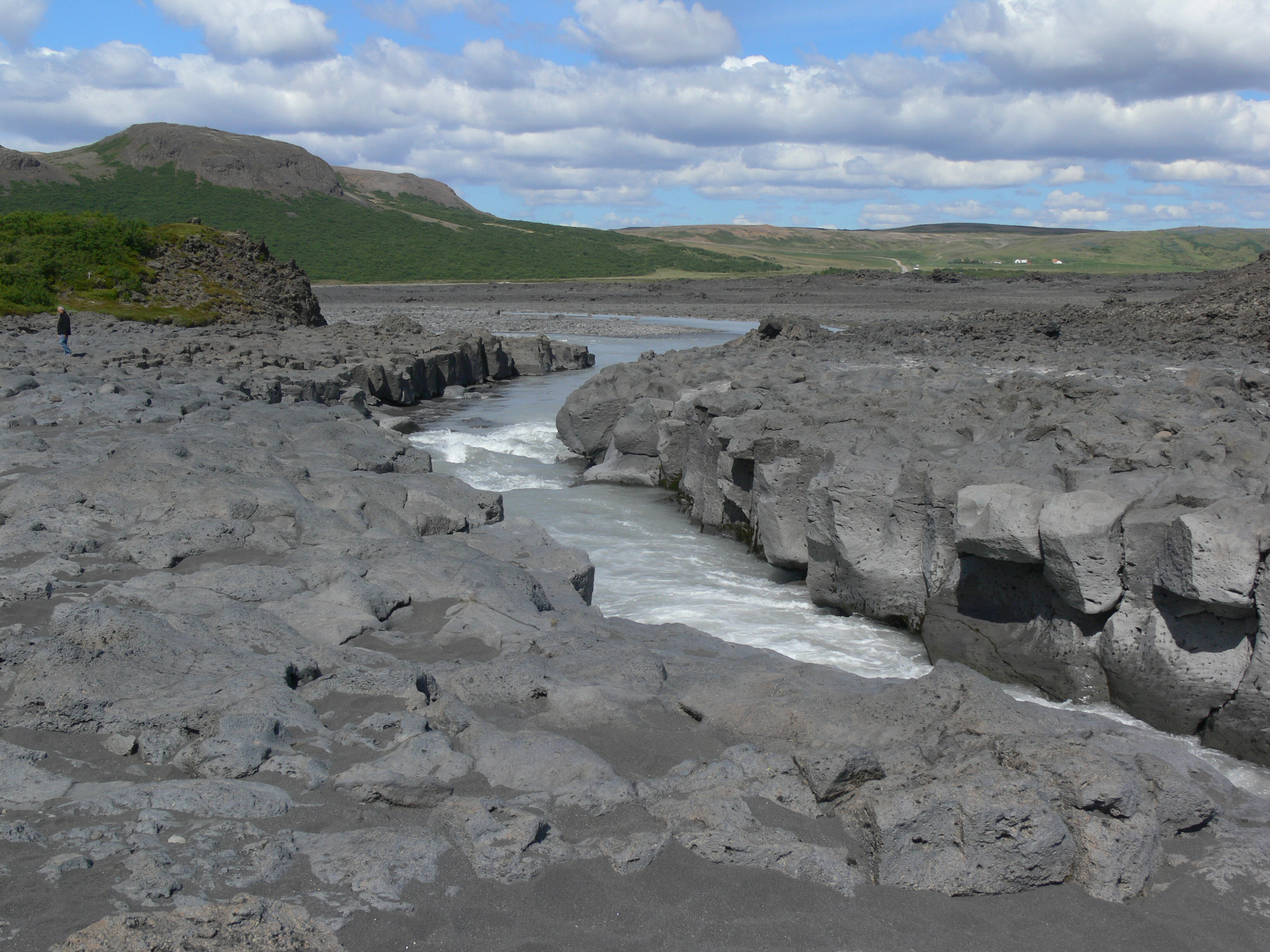
Désert au bord de la Geitá, 2011.

Le Geitlandshraun, toponyme islandais signifiant littéralement en français « le désert de lave du pays des chèvres », est un désert de lave d'Islande situé entre les rivières Geitá et Hvítá et le pied du Geitlandsjokull qui fait partie du Langjökull. Les eaux de fontes de ce dernier s'écoulent à travers le Geitlandshraun dans la rivière Svartá. Les volcans ayant formé ce champ de lave se trouvent au sud du Geitlandshraun. 
Le Landnámabók cite le Geitlandshraun et la première personne à l'avoir colonisé, Ulfur Grimsson. On y trouve encore aujourd'hui les ruines de fermes. L'intégralité du Geitlandshraun est protégée depuis 1988 par la réserve naturelle de Geitland.